# Gerard Delanty
Gerard Delanty (* 4. August 1960 in Cork, Irland) ist ein irisch-britischer Soziologe und emeritierter Professor der University of Sussex.

## Werdegang
Delanty studierte Soziologie und Philosophie am University College Cork. Dort erwarb er 1982 einen B.A., 1984 einen M.A. und wurde 1987 promoviert (PhD). Ab 1996 war er Senior Lecturer für Soziologie (bis 1998) und Reader (Hochschullehrer) (bis 2000) an der University of Liverpool. 2000 erhielt er den Ruf als Professor für Soziologie an derselben Universität. 2007 wechselte er bis zu seiner Emeritierung als Professor of Sociology and Social & Political Thought an die University of Sussex.

## Schwerpunkte
Delanty beschäftigt sich mit soziologischen Themen und kulturwissenschaftlichen und historischen Untersuchungen von gesellschaftlichen und politischen Fragen. Sein Interessensschwerpunkt liegt dabei in den Bereichen Modernisierung, Globalisierung und sozialer Wandel in Europa sowie Kosmopolitismus.
Er ist Herausgeber des European Journal of Social Theory.

## Publikationen (Auswahl)
- G. Delanty, Stephen Turner (Hrsg.): Handbook of Contemporary Social and Political Theory. 2. Auflage. Routledge, London 2022.
- G. Delanty: Critical Theory and Social Transformation: Crises of the Present and Future Possibilities. Routledge, London 2020.
- G. Delanty (Hrsg.) Handbook of Cosmopolitanism Studies. 2. Auflage. Routledge, London 2018.
- G. Delanty: The European Heritage: A Critical Re-Interpretation. Routledge, London 2018.
- G. Delanty: Formations of European Modernity: A Historical and Political Sociology of Europe. 2. Auflage. Palgrave, London 2018.
- G. Delanty: Community. 3. Auflage. Routledge, London 2018.
- G. Delanty, David Inglis (Hrsg.): Cosmopolitanism: Critical Concepts in the Social Sciences. 4 vols, Routledge, London 2010.
- G. Delanty: The Cosmopolitan Imagination: the Renewal of Critical Social. Cambridge University Press, Cambridge 2009.
- G. Delanty: Inventing Europe: Idea, Identity, Reality. Macmillan, London 1995.